# Jeovânio
Jeovânio Rocha Do Nascimento, dit Jeovânio est un joueur de football brésilien né le 11 novembre 1977 à Goiânia ( Brésil).

## Carrière
- 1989-2000 : Atlético Goianiense ( Brésil)
- Janvier 2001-Juin 2001 : América FC (São José do RP) ( Brésil)
- Juin 2001 : Figueirense FC ( Brésil)
- 2002 : SE Palmeiras ( Brésil) 3 matchs
- 2003-2004 : Figueirense FC ( Brésil) 68 matchs
- 2005 : Grêmio Porto Alegre ( Brésil)
- 2006 : Grêmio Porto Alegre ( Brésil) 28 matchs 1 but
- janvier 2007-2009 : Valenciennes FC ( France)
- depuis 2009 : Figueirense FC ( Brésil) [1]

En mars 2016, il est condamné pour ne pas avoir déclaré ses revenus lors de son passage à Valenciennes.

## Palmarès
- Figueirense FC
  - Champion de l'État de Santa Catarina en 2003 et 2004

Vice-champion de la Série B 2001.
- Grêmio Porto Alegre
  - Champion de l'État du Rio Grande do Sul en 2006

Champion de la Série B 2005.